# سن‌بران
سن‌بُران بختیاری (به انگلیسی: Sanboran) نام بلندترین قلۀ رشته کوه اشترانکوه در استان لرستان قرار گرفته است و بعد از دنا و زردکوه سومین رشته‌کوه مرتفع زاگرس و از قله های مهم کوهای بختیاری می‌باشد. ارتفاع قله اصلی از سطح دریاهای آزاد ٤١٥٠ متر است و مسیر صعود آن از استان لرستان و در شهر های دورود و ازنا، روستای دربند سپس روستای طیان است.
میتوان از روستای دربند و ایستگاه قطار دربند سپس روستای طیان و مسیر پاکوب مشخص است که این مسیر دارای چشمه‌های چهارفصل و همچنین دارای یک پناهگاه به نام "گل‌گل" کنار چشمه‌ای به همین نام به ظرفیت سی نفر در ارتفاع ۲۷۰۰ متری و جان‌پناهی به نام چال‌کبود در ارتفاع ۳۶۵۰ متری واقع در دره‌ای یخچالی به همین نام است، که مشرف به قله‌های مرتفع اشترانکوه سن‌بران و گل‌گل است. قله سن‌بران مشرف به نگین زاگرس دریاچه گهر می‌باشد.

## دشواری مسیر
صعود به سن بران معمولاً با شب‌مانی در پناهگاه گل‌گل یا جان‌پناه چال‌کبود انجام می‌پذیرد، اما تیم‌های حرفه‌ای‌تر صعود یک‌روزه نیز انجام می‌دهند. صعودهای زمستانی به قلل اشترانکوه با مخاطرات شدید همراه بوده، سرمای وحشتناک هوا، ریزش و حجم بسیار بالای برف، متغیر بودن شرایط جوی ارتفاعات و بوران‌های بسیار شدید همراه با کاهش دید و نیز آبشارهای یخی بسیار خطرناک که عبور از آن‌ها نیازمند برپایی کارگاه و تجهیزات و آموزش بسیار بالایی است، شرایط دشواری را برای کوهنوردان ایجاد می‌کند. متأسفانه در سال‌های گذشته گروه‌های زیادی اسیر قهر طبیعت خشن اشترانکوه شده‌اند و حوادث تلخ و ناگواری برایشان رقم خورده‌است.
صعود‌های زمستانی به قلل اشترانکوه با مخاطرات شدید همراه است، سرمای وحشتناک هوا ریزش و حجم زیاد برف، متغیر بودن شرایط جوی ارتفاعات و بوران‌های بسیار شدید همراه با کاهش دید به اضافه آبشار‌های یخی بسیار خطرناک که عبور از آن‌ها نیازمند برپایی کارگاه و تجهیزات و آموزش بسیار زیاد و نیازمند برنامه‌ریزی مدون است.
صعود به سن‌بران جزو صعودهای شاخص کشوری است و تیم‌های هیمالیانوردی آخرین تمرینات داخلی را در قلل اشترانکوه به انجام می‌رسانند.